# Andreas Wank
Andreas Wank (Halle, 18 de febrero de 1988) es un deportista alemán que compitió en salto en esquí. 
Participó en dos Juegos Olímpicos de Invierno, obteniendo dos medallas en la prueba de trampolín grande por equipos, plata en Vancouver 2010 (junto con Michael Neumayer, Martin Schmitt y Michael Uhrmann) y oro en Sochi 2014 (con Marinus Kraus, Andreas Wellinger y Severin Freund). Ganó una medalla de plata en el Campeonato Mundial de Esquí Nórdico de 2013.

## Palmarés internacional
| Juegos Olímpicos   | Juegos Olímpicos       | Juegos Olímpicos | Juegos Olímpicos |
| Año                | Lugar                  | Medalla          | Prueba           |
| ------------------ | ---------------------- | ---------------- | ---------------- |
| 2010               | Vancouver (Canadá)     | Medalla de plata | TG por equipos   |
| 2014               | Sochi (Rusia)          | Medalla de oro   | TG por equipos   |
| Campeonato Mundial |                        |                  |                  |
| Año                | Lugar                  | Medalla          | Prueba           |
| 2013               | Val di Fiemme (Italia) | Medalla de plata | TG por equipos   |